# Fukuiraptor
Fukuiraptor foi um dinossauro carnívoro de tamanho médio do Cretáceo que viveu no Japão. Os cientistas primeiro pensaram que foi membro da família Dromaeosauridae, mas depois de estudar os fósseis eles agora acreditam-no esteve relacionado ao Alossauro. Foi encontrado o esqueleto de um indivíduo com aproximadamente 4,2 metros de comprimento. Se discute que este espécime não foi um adulto, pois o animal talvez pode ter sido maior. Contudo, outros indivíduos recuperaram-se da mesma localidade são todos os jovens que foram menores do que o primeiro achado.  Provavelmente pesava 175 kg.
Os cientistas pensaram inicialmente que poderia ser um dromessaurídeo já que a garra que estava em sua mão estava confundindo com a garra da perna de dromessaurídeo. No entanto, estudos posteriores mostraram que o fóssil era um parente do Alosaurus. Este gênero é agora considerado um membro basal da classe dos carnossauros e possivelmente semelhante ao gênero Australovenator. Ambos foram incluídos em 2009 na nova família neovenatoridae da classe megaraptora.